# Scott Pruett

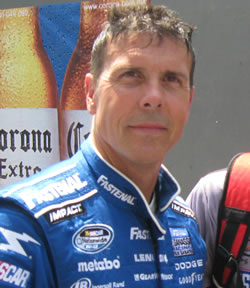
Scott Pruett

Scott Pruett (Roseville, California, Estados Unidos, 24 de marzo de 1960) es un piloto de automovilismo de velocidad estadounidense que ha competido en las principales categorías de ese país para las tres grandes marcas. En el campeonato de monoplazas CART obtuvo dos victorias y 15 podios, resultando además sexto en 1998, séptimo en 1995 y octavo en 1989.
Luego fue campeón de la Grand-Am Rolex Sports Car Series cinco veces en 2004, 2008, 2010, 2011 y 2012, subcampeón en 2005, 2006, 2007, 2009 y 2013. Asimismo, ganó las 24 Horas de Daytona de 1994, 2007, 2008, 2011 y 2013. A 2013 ha acumulado 41 victorias y 85 podios en 132 carreras disputadas en la categoría.

## Inicios en automóviles deportivos
Tras iniciarse en el karting, Pruett escaló de categorías hasta coronarse campeón de la clase GTO del Campeonato IMSA GT en 1986 y 1988, y de la Trans-Am en 1987 y 1994.

## Fórmula 1 Internacional y CART
En 1988 fue piloto reserva en Larrousse Lola en dicho año girando 3 segundos más lento que sus pilotos titulares los franceses Philippe Alliot y Yannick Dalmas.
Debutó en la serie CART en 1988, abandonando en sus tres apariciones, pese a lo cual se unió al equipo TrueSports para la próxima temporada. Obtuvo dos podios y cinco top 5 en catorce carreras, además de un décimo puesto en su debut en las 500 Millas de Indianápolis, por lo cual se ubicó octavo en el campeonato. En 1991 logró cinco podios pero abandonó en nueve carreras de 17, entre ellas Indianápolis, quedando asó en la décima colocación final.
El californiano obtuvo un cuarto puesto, un quinto y un sexto como mejores resultados puntuables en 1992, de manera que se colocó 11.º en la tabla final. En la CART 1993 disputó siete carreras con el equipo ProFormance, obteniendo dos séptimos puestos.
El equipo Patrick fichó a Pruett para la temporada 1995 de la CART. Consiguió un triunfo en Míchigan, cuatro podios y seis top 5, para culminar en la séptima posición de campeonato. En 1996 acumuló tres podios pero abandonó cinco veces, de modo que resultó décimo en la tabla final.
Continuando con Patrick en 1997, el piloto venció en Surfers Paradise, fue tercero dos veces y quinto en tres ocasiones, para quedar noveno en el campeonato. En 1998 acumuló tres podios y ocho top 5 en 19 carreras, lo que le permitió alcanzar la sexta colocación final.
Pruett pasó al equipo Arciero-Wells de la CART en 1999. Con dos séptimos puestos y nueve abandonos, quedó relegado a la 19.ª colocación final.

## Vuelta a automóviles deportivos
Luego de su etapa en la CART, Pruett volvió a los automóviles deportivos: ganó la clase GTS de las 24 Horas de Le Mans de 2001 (con un Chevrolet Corvette) y las 24 Horas de Daytona de 2002 (con un Jaguar XK), y fue campeón de la Trans-Am en 2003.
Pruett comenzó a participar en la Grand-Am Rolex Sports Car Series en 2004. Ese año logró cuatro carreras y ocho podios, pilotando un Riley-Lexus del equipo Ganassi junto a Max Papis. Así, obtuvo el título ante Wayne Taylor.
En 2005, el compañero de butaca de Pruett pasó a ser Luis Díaz. Sumó tres victorias y ocho podios, por lo que resultó subcampeón por detrás de Taylor y Max Angelelli. En 2006 triunfó en cinco carreras junto a Dïaz, pero quedó en el segundo puesto de campeonato por detrás de Jörg Bergmeister.
El californiano pasó a pilotar junto a Memo Rojas a partir de la segunda fecha de la serie Grand-Am 2007. Obtuvo ocho podios pero solamente dos victorias, de modo que resultó subcampeón por detrás de Jon Fogarty y Alex Gurney.
Pruett venció en seis carreras en 2008 junto a Rojas. Por tanto, superó a Fogarty y Gurney para quedarse con el título de pilotos. Dicha dupla venció a la de Pruett y Rojas en 2009, quienes lograron dos victorias y ocho podios.
Ganassi pasó a utilizar motores BMW en la temporada 2010. Pruett ganó nueve carreras y subió al podio en todas salvo una, por lo que logró el campeonato de pilotos junto con Rojas. Continuando con el mexicano, el piloto consiguió cinco victorias y diez podios en 2011, logrando así su cuarta corona frente a Angelelli y Ricky Taylor.
En 2012, Pruett obtuvo dos victorias y ocho podios junto a Rojas, lo que le bastó para obtener el quinto campeonato de pilotos ante Ryan Dalziel. En las 24 Horas de Daytona de 2013, ganó la prueba por quinta vez, igualando a Hurley Haywood, contando como coequiperos a Rojas, Juan Pablo Montoya y Charlie Kimball. El equipo logró el triplete: pole position, y por supuesto la victoria, liderando además 421 de las 709 vueltas. Ese año, acumuló dos victorias y siete podios en 2013, por lo que resultó subcampeón por detrás de Angelelli y Jordan Taylor.
El californio compitió regularmente con Rojas en la nueva categoría de la United SportsCar Championship en 2014, formada por la American Le Mans Series y la Rolex Sports Car Series.  Obtuvo tres victorias y tres podios más, pero cuatro abandonos lo relegaron al séptimo lugar.
Pruett continuo en 2015 con Ganassi, pero junto con Joey Hand, quién reemplazó a Rojas. Obtuvieron una victoria en Austin, tres segundos lugares y un tercero, de modo que resultaron séptimos en el campeonato de pilotos de la clase de prototipos.

## Stock cars
En paralelo a su actividad en monoplazas y automóviles deportivos, Pruett disputó el minitorneo de stock cars International Race of Champions con interrupciones desde 1987 hasta 1996, logrando dos victorias.
En 2000 se unió al equipo PPI de la NASCAR Cup Series con un Ford, arribando décimo en las 400 Millas de Brickyard como mejor resultado, y finalizando 37.º en el campeonato.
Luego participó en fechas en circuitos mixtos de la NASCAR Cup Series y la NASCAR Nationwide Series desde 2000 hasta 2008 con buenos resultados. En la Copa NASCAR fue segundo en la carrera de Watkins Glen en 2003, y tercero en Sears Point en 2004. En la Nationwide llegó quinto y tercero en México 2007 y 2008 (estas últimas dos con Dodge). Asimismo, volvió a competir en la International Race of Champions en 2005.

## Estadísticas

### Resultados en United SportsCar Championship
| Año  | Equipo                                 | 1      | 2     | 3     | 4   | 5   | 6   | 7   | 8   | 9   | 10  | 11  | 12  | 13  | Lugar | Puntos |
| ---- | -------------------------------------- | ------ | ----- | ----- | --- | --- | --- | --- | --- | --- | --- | --- | --- | --- | ----- | ------ |
| 2014 | TELMEX Chip Ganassi with Felix Sabates | R24 11 | SEB 1 | LBH 1 | LGA | BEL | KAS | 6WG | MOT | IND | ROA | VIR | AUS | ROA | 2     | 93     |

♯ No se completaron 30 minutos de la prueba. No hubo puntos para los pilotos.
- Temporada en progreso